# John Pospisil
John Pospisil (* um 1950) ist ein US-amerikanischer Tontechniker und Sound-Editor, der 1988 mit einem Oscar ausgezeichnet wurde.

## Berufliches
Pospisil arbeitete im Zeitraum 1982 bis 2023 an mehr als achtzig Filmen mit und wurde unter anderem mit einem Oscar im Bereich Special Achievement für den besten Soundeffektschnitt für den Science-Fiction-Film RoboCop aus dem Jahr 1987 ausgezeichnet.
Für seine Mitarbeit an dem vielfach ausgezeichneten Animationsfilm Spider-Man: A New Universe wurde Pospisil 2019 mit dem Golden Reel Award der Motion Picture Sound Editors geehrt. Diese Auszeichnung wurde ihm 2024 erneut zuteil, diesmal in der Kategorie „Hervorragende Leistung in der Tonbearbeitung/Spielfilmanimation“ für und mit dem Computeranimationsfilm Spider-Man: Across the Spider-Verse.

## Filmografie (Auswahl)
– wenn nicht anders angegeben, immer im Bereich Ton/Special Sound effects –
- 1982: Der Android (Android)
- 1984: Rock Aliens
- 1984: 2010 – Das Jahr, in dem wir Kontakt aufnehmen
- 1985: Zum Teufel mit den Kohlen (Brewster’s Millions)
- 1985: Explorers – Ein phantastisches Abenteuer (Explorers)
- 1985: L.I.S.A. – Der helle Wahnsinn (Weird Science)
- 1986: Solarfighters (Solarbabies)
- 1987: Predator
- 1987: Die Reise ins Ich (Innerspace)
- 1987: RoboCop
- 1988: Spacecop L.A. 1991 (Alien Nation)
- 1989: Rohr frei für Familie Hollowhead – Life on the Edge (Meet the Hollowheads; Schauspieler)
- 1989: Meine teuflischen Nachbarn (The ’Burbs)
- 1989: Star Trek V: Am Rande des Universums (Star Trek V: The Final Frontier)
- 1990: Tremors – Im Land der Raketenwürmer (Tremors)
- 1990: Die totale Erinnerung – Total Recall (Total Recall)
- 1990: RoboCop 2
- 1990: Predator 2
- 1990: Edward mit den Scherenhänden (Edward Scissorhands)
- 1991: Die Schöne und das Biest (Beauty and the Beast)
- 1991: Addams Family (The Addams Family)
- 1992: Basic Instinct `
- 1992: Batmans Rückkehr (Batman Returns)
- 1992: Mom und Dad retten die Welt (Mom and Dad Save the World)
- 1992: Aladdin
- 1993: Matinée – Die Horrorpremiere (Matinee)
- 1993: Harte Ziele (Hard Target)
- 1993: In einer kleinen Stadt (Needful Things)
- 1993: Nightmare Before Christmas
- 1994: Der König der Löwen (The Lion King)
- 1994: Die Mächte des Wahnsinns (John Carpenter’s In the Mouth of Madness)
- 1994: Puppet Masters – Bedrohung aus dem All (The Puppet Masters)
- 1995: Apollo 13
- 1996: From Dusk Till Dawn
- 1996: Twister
- 1996: Marvin der Marsmensch in der dritten Dimension (Marvin the Martian in the Third Dimension)
- 1996: Flucht aus L.A. (John Carpenter’s Escape from L.A.)
- 1997: Das fünfte Element (Le Cinquième Élément/The Fifth Element)
- 1997: Starship Troopers
- 1998: Senseless
- 1998: Stadt der Engel (City of Angels)
- 1998: Sechs Tage, sieben Nächte (Six Days Seven Nights)
- 1998: Lethal Weapon 4 – Zwei Profis räumen auf
- 1998: Small Soldiers
- 1998: Antz
- 1999: Virus – Schiff ohne Wiederkehr (Virus)
- 1999: The Limey
- 1999: Wild Wild West
- 1999: Sleepy Hollow
- 1999: The Green Mile
- 2000: Die Flintstones in Viva Rock Vegas (The Flintstones in Viva Rock Vegas)
- 2001: Planet der Affen (Planet of the Apes)
- 2001: Osmosis Jones
- 2002: The Time Machine
- 2002: Das Königreich der Katzen (猫の恩返し, Transkription Neko no Ongaeshi)
- 2002: Solaris
- 2003: Mission 3D (Spy Kids 3-D: Game Over)
- 2004: Starship Troopers 2: Held der Föderation (Starship Troopers 2: Hero of the Federation)
- 2005: Serenity – Flucht in neue Welten (Serenity)
- 2005: Venom – Biss der Teufelsschlangen (Venom)
- 2006: Schräger als Fiktion (Stranger than Fiction)
- 2007: Ocean’s 13 (Ocean’s Thirteen)
- 2008: Max Payne
- 2009: Wolkig mit Aussicht auf Fleischbällchen (Cloudy with a Chance of Meatballs)
- 2011: Contagion
- 2012: Hotel Transsilvanien (Hotel Transylvania)
- 2013: Wolkig mit Aussicht auf Fleischbällchen 2 (Cloudy With a Chance of Meatballs 2)
- 2017: Emoji – Der Film (The Emoji Movie)
- 2018: Hotel Transsilvanien 3 – Ein Monster Urlaub (Hotel Transylvania 3: Summer Vacation)
- 2018: Spider-Man: A New Universe (Spider-Man: Into the Spider-Verse)
- 2021: Die Mitchells gegen die Maschinen (The Mitchells vs. the Machines)
- 2022: Kimi
- 2023: Spider-Man: Across the Spider-Verse

## Auszeichnungen (Auswahl)
Academy Awards 1988: 
- Auszeichnung für und mit RoboCop mit einem Special Achievement Award für den Soundschnitt – John Pospisil und Stephen Hunter Flick

Awards Circuit Community Awards 1991
- Nominiert für den ACCA für und mit Die Schöne und das Biest in der Kategorie „Bester Sound“ – gemeinsam mit Terry Porter, Mel Metcalfe, David J. Hudson, Doc Kane und Mark A. Mangini

Motion Picture Sound Editors, USA
- 2000: Nominiert für den Golden Reel Award für und mit Sleepy Hollow in der Kategorie „Beste Tonbearbeitung/Effekte und Geräuschemacher“ – gemeinsam mit Skip Lievsay, Thomas W. Small, Sean Garnhart, Lewis Goldstein, Paul Urmson, Craig Berkey, Richard L. Anderson, Michael Dressel, Scott Curtis, Matthew Harrison und Tammy Fearing
- 2002: Nominiert für den Golden Reel Award für und mit Osmosis Jones in der Kategorie „Bester Tonschnitt/Animationsspielfilm In- und Ausland“ – gemeinsam mit Elliott Koretz, Curt Schulkey, Thom Brennan, Marvin Walowitz, Mike Chock, Aaron Glascock und Michele Perrone
- 2010: Nominiert für den Golden Reel Award für und mit Wolkig mit Aussicht auf Fleischbällchen in der Kategorie „Beste Tonbearbeitung/Soundeffekte, Geräuschemacher, Musik, Dialoge und ADR-Animation in einem Spielfilm“ – gemeinsam mit Geoffrey G. Rubay, Jason George, Andrew Dorfman, John Dunn, Ben Wilkins, John Cannon, Robert Fischer, Gary A. Hecker und Michael Broomberg
- 2014: Nominiert für den Golden Reel Award für und mit Wolkig mit Aussicht auf Fleischbällchen 2 in der Kategorie „Beste Tonbearbeitung/Soundeffekte, Geräuschemacher, Dialoge und ADR in einem Animationsfilm“ – gemeinsam mit Geoffrey G. Rubay, James Morioka, Jascon George, John Dunn, David Werntz, Jussi Tegelman, Robin Harlan, Sarah Monat und Andrew Dorfman
- 2019: Gewinner des Golden Reel Award für und mit Spider-Man: A New Universe in der Kategorie „Hervorragende Leistung im Tonschnitt/Soundeffekte, Geräuschemacher, Dialog und ADR für animierte Spielfilme“ – gemeinsam mit Geoffrey G. Rubay, Curt Chulkey, Kip Smedley, Andy Sisul, David Werntz, Christopher S. Aud, Ando Johnson, Benjamin L. Cook, Michael A. Reagan, Donald Flick, James Morioka, Matthew E. Taylor, Gary A. Hecker, Michael Broomberg, Rick Owens und Alec Rubay
- 2022: Nominiert für den Golden Reel Award für und mit Die Mitchells gegen die Maschinen in der Kategorie „Hervorragende Leistung in der Tonbearbeitung/Spielfilmanimation“ – gemeinsam mit Geoffrey G. Rubay, James Morioka, Kip Smedley, Andy Sisul, Alec Rubay, Dan Kenyon, Greg ten Bosch, Curt Schulkey, Kai Scheer, Gregg Barbanell, Rick Owens, Dominick Certo und Barbara McDermott
- 2024: Gewinner des Golden Reel Award für und mit Spider-Man: Across the Spider-Verse in der Kategorie „Hervorragende Leistung in der Tonbearbeitung/Spielfilmanimation“ – gemeinsam mit Geoffrey G. Rubay, Alec Rubay, Kip Smedley,  Cathryn Wang, David Werntz, Bruce Tanis, Greg ten Bosch, Daniel McNamara, Will Digby, Andy Sisul, James Morioka, Robert Getty, Jason W. Freeman, Kai Scheer, Ashley Noelle Rubay, Colin Lechner, Gregg Barbanell, Jeffrey Wilhoit, Dylan Tuomy-Wilhoit, Alex Ullrich, Katie Greathouse und Barbara McDermott